# Празник на розата
Празникът на розата в чест на българската маслодайна роза е официалният празник на градовете Казанлък, Карлово, Гурково, Павел баня и Стрелча.

## История
През 1903 г. гражданите на Казанлък за първи път организирали Празник на розата. Той бил посветен освен на красотата и цветята, така също и на милосърдието. Организирани били богати изложби с рози и цветя, излети до Шипченския манастир, продавали се специално издадени картички с изгледи от Розовата долина на тема – розобер, традиционно производство на розово масло и др. Събирали се средства за бедни семейства, стари хора, сираци и за болните от туберкулоза.
Ново развитие Празникът на розата в Казанлък получава през 30 те години на ХХ в. С пускането в действие на подбалканската линия по време на Празника на розата били композирани специални влакове за посещение на Розовата долина. Издавали се специални билети с намаление които приканвали гражданите от различни краища на България да посетят Розовата долина по време на розобера, за да усетят ненадминатия аромат на рози. Милосърдието отново била главна цел на организаторите на празника на розата. Определени суми са били предоставяни за издръжка на казанлъшки деца в софийски учебни заведения.
Възстановяването на Празника на розата в Казанлък става през 1966 г., като за целта е избран специален организационен комитет: Цвятко Цветков – началник отдел „Култура и изкуство“, проф. Васил Стайков – директор на опитна станция по маслодайната роза, Беньо Бечев – директор на фабрика „Българска роза“, Димо Мартинов, Гергана Цанова – директор на музей „Искра“ и Минчо Минчев, оглавен от заместник кмета на Казанлък Пано Козарев. Създадени са комисии по озеленяване, реклама, по финансите, търговската и организационната част, културни и спортни прояви.
През 1967 г. в Казанлък се организира първия национален празник на розата в който участват розопроизводители от Старозагорски и Пловдивски окръзи.
През 1969 г. актьорът Жоро Николов – ръководител на сатиричния театър при читалище „Искра“ – Казанлък въвежда в сценария си карнавалното шествие „Весел Казанлък предвождано от колесницата на Севт ІІІ и царица Роза.
През 1971 г. с решение на Министерския съвет Празника на розата в Казанлък е обявен за национален.
През 2005 г. град Павел Баня също организира спектакъл – „Избор на царица Роза“, където първата царица на Павел Баня става Детелина.
В историческото развитие на Празника на розата – Казанлък иновационни моменти са: връчването на наградата на град Казанлък, пленер на художниците в долината на розите – 1985 г.
На Празника на розата през 1986 г. тържествено се открива новата тролейбусна линия в Казанлък През тази година за пети път се връчва наградата на българските журналисти „Българска роза 86“.
През 1991 г. балът за избор на царица Роза се провежда в Дома на културата „Арсенал“. Короната на царицата – Мария Пейчева е от сребро и е изработена от майстора златар Любо Дудев. С голям интерес продължават да се изпълняват ритуалите „розобер“ и „розоварене“ който освен в розовите градини се прави и в Хаджиеновата къща от градски тип в Етнографски комплекс „Кулата“.
През 2000 г. ритуалът „Розоварене“ се демонстрира в розовите градини на Горно Черковище, а през 2011 г. и в Розово, Кънчево, Горно Черковище, Ръжена, Горно Изворово и розовите градини край Казанлък.
В наши дни особен интерес Празникът на розата представлява за японците, като за събитието идват близо 500 туриста. Казанлък е побратемен с японски град Фукуяма, израз на което е и открита статуя наречена „Японката“ на улица „Искра“, непосредствено до центъра на града, през 2015 г.. От 2014 г., в Япония 2 юни е обявен за Ден на розата. Датата се произнася „ро дзу“, което наподобява името на цветния храст.

## Празнуване

### Казанлък
Празникът на розата се е превърнал в мащабен и колоритен Фестивал на розата.

#### Конкурс-спектакъл „Царица Роза“
Конкурс-спектакъл „Царица Роза“ e спектакъл-дефиле на най-красивите и чаровни казанлъшки абитуриентки, които са част от гордостта и емблемата на града. По традиция с него започва Фестивала на розата. Спектакълът е най-чаканото събитие в Казанлък и Карлово за годината и събира най-много емоция от зрители и гости. 
Според някои източници конкурсът за избор на Царица Роза се провежда за първи път през 1963 година, като се избира Мис Роза, която е 18-годишната абитуриентка Стефка Таралежкова, като първата Царица Роза на Казанлък е Радка Добрева, избрана през 1968 година.
Ежегодно градът на розите избира своята царица на розите, която го представя на различни международни форуми и се превръща в запазена емблема и символ на Розовата долина и България. С атрактивността и емоцията си конкурсът за избор на Царица Роза се радва на огромен международен журналистически интерес. В поредица от различни благотворителни прояви организаторът на конкурса Община Казанлък дава възможност на жителите на Розовата долина и многобройните гости на града в периода май-юни, да се запознаят с претендентките за короната на казанлъшката царица, в своеобразен „Тур на цариците“.
От 2013 година конкурсът за избор на Царица Роза е патентован и е право само и единствено на Община Казанлък. Избраната ежегодно Царица Роза гостува на различни форуми в побратимените на Казанлък градове в различните континенти и е красив посланик на България по света. Води и празничното карнавално шествие, което е кулминацията на Празника на розата, в първата неделя на месец юни. Тя дефилира с корона уникат, изработена от бижутера Любомир Дудев. Той е автор и на атрактивните бижута, които красят казанлъшката царица.
От 2015 г. конкурсът „Царица Роза“ има и свой собствен статут.

#### Ритуалът „Розобер и Розоварене“
Ритуалът „Розобер и Розоварене“ е ежегодното централно събитие за официалните гости и чуждестранните туристи по време на кулминационния неделен ден на вековния Фестивал на розата в Казанлък. Розоберачи в народни носии, групи за автентичен фолклор, кукери и танцови състави огласят розовите градини и посрещат гостите на празника. В плодородните розови градини на селата Ръжена, Кънчево, Розово, Горно Изворово, Дъбово, Горно Черковище и Казанлък те приканват гостите да наберат от цветето на боговете – маслодайната казанлъшка роза, да вкусят розово сладко, гюловица и ликьор от рози. Избира се най-сръчната розоберачка, която получава награда за своята усърдност от самите стопани. Пресъздадени от професионални и самодейни фолклорни състави са ритуалите „Розобер“ и „Розоварене“. Розовото масло се вари в гюлпаната, а стопаните подаряват на гостите от току-що произведената розова вода.

#### Празнично карнавално шествие
Над 5 хиляди участници в пъстра карнавална редица дефилират в продължение на час по улиците на Казанлък, изобразяващи различни моменти от историята и многоликата култура на Розовата долина. В пъстрото карнавално шествие дефилират и емблематичните „нашенци“ от Чудомировите разкази – ненадмината кака Сийка, бай Ганьо, лъжлив Съби и други характерни образи от Розовата долина. Красивите и весели редици се предвождат от Царица Роза, нейните подгласнички и свитата на малките Принцеси на розата. Кукери гонят злото, а конниците пазят пъстрите редици на карнавалното шествие. В пъстри нанизи от шевици и гиздави носии, с песни и танци огласят града представители на различни фолклорни формации. Рози и красота, красота и рози.
Събитието се наблюдава на живо от повече над 70 000 гости и туристи.

#### Други
- конкурс „Царица Роза“
- международен фолклорен фестивал „Младежта на Балканите“
- детски конкурс „Мини Мис“
- национален фотопленер „В долината на розите“
- велопоход по пресечена планинска местност

### Карлово
Всяка година, в последната събота на май, Карлово организира своя Празника на розата. Той започва с ритуала „Розобер“ в розовите поля край града. Пъстрите шевици на сукманите и везаните ризи се сливат с цветовете на гюловите храсти, ведрото синьо небе се оглася от народни песни и свирни. От градините с рози празникът се пренася на централния площад на Карлово. Там на ръце млади момци носят Царицата на розите – най-красивата девойка през годината, избрана с конкурс. С венец от рози и обсипвана от дъжд от цветя, тя приветства гостите, дошли на празника. Започва пъстро и весело празненство с много песни и танци. Гръмогласни хлопки и чанове на кукерите огласят простора. Фолклорната част на празника завършва с вито хоро.
Според по-нови източници първата „царица на розите“ е Елена Пулиева от Карлово. Тя става „царица на розите“ през 1930 г. В Карлово разполагат с доказателство за това - снимка на Елена Пулиева и документ доказващ това. На събитието присъства и цар Борис III. Документът и снимката са открити случайно от краеведа и екскурзовод Иван Чонов от Карлово.
По традиция на този ден се открива художествена изложба, на която се връчва и призът от ежегодния конкурс „Цветна естетика“. На открито занаятчии и творци представят произведения на народните занаяти и приложното творчество. В градския музей на Карлово се организира демонстрация на розоварене.

### Гурково
От 2005 г. в края на май или началото на юни Празник на розата се празнува и в град Гурково. Той включва:
- конкурс Мис „Роза – Гурково“, победителката от който след това участва в конкурса Мис „Розова долина“, провеждан в Казанлък
- ритуал „Розобер“
- празнично шествие
- варене на гюлова ракия (ракия от рози)
- тържествен концерт на известна певица или певец